# ブリーフケース (Windows)
ブリーフケースは、Microsoft Windowsに搭載されていたファイル同期ツール。
Windows 95からWindows 7までのWindowsに搭載されている。SkyDrive(後のOneDrive)の登場に伴いWindows 8以降は廃止されている。
特殊なフォルダであり、ブリーフケースにファイルやフォルダを入れると、複数のパソコン間やパソコンとリムーバブルメディア間でデータをやりとりする際、常に最新の状態に同期される。
ただし、両者のメディアの内容を常に等しくするため、片方のメディアで消去したファイルが同期の際に再生されてしまう問題がある。